# Mocuba
Mocuba è un centro abitato del Mozambico, situato nella Provincia di Zambezia.